# Verttuunjärvi (sjö i Kankaanpää, Satakunta)
Verttuunjärvi är en sjö i kommunen Kankaanpää i landskapet Satakunta i Finland. Sjön ligger 79,1 meter över havet. Den är 5,16 meter djup. Arean är 1,53 kvadratkilometer och strandlinjen är 11,53 kilometer lång. Sjön  ingår i Karvia å huvudavrinningsområde.   Den ligger omkring 43 kilometer nordöst om Björneborg och omkring 220 kilometer nordväst om Helsingfors. 